# 더 시크릿 에이전트
"더 시크릿 에이전트"(포르투갈어: O Agente Secreto)는 2025년 개봉 예정인 역사, 정치 스릴러 영화이다. 클레베르 멘돈사 필류가 감독과 각본을 맡았다. 2025년 칸 영화제 감독·남자배우상 수상작이자 황금종려상 경쟁후보작이다.